# Staffelfelden
Staffelfelden (en alsacià Stàffelfalde) és un municipi francès, situat a la regió del Gran Est, al departament de l'Alt Rin. L'any 2006 tenia 3.579 habitants.

## Demografia
| 1962  | 1968  | 1975  | 1982  | 1990  | 1999  |
| ----- | ----- | ----- | ----- | ----- | ----- |
| 3.164 | 3.234 | 3.513 | 3.465 | 3.331 | 3.533 |

## Administració
| Període | Identitat        | Partit |
| ------- | ---------------- | ------ |
| 2001-   | Stanislas Pilarz |        |